# Auffargis
Auffargis – miejscowość i gmina we Francji, w regionie Île-de-France, w departamencie Yvelines.
Według danych na rok 1990 gminę zamieszkiwało 1925 osób, a gęstość zaludnienia wynosiła 112 osób/km² (wśród 1287 gmin regionu Île-de-France Auffargis plasuje się na 491. miejscu pod względem liczby ludności, natomiast pod względem powierzchni na miejscu 120.).